# Anysspruit
Koordinaten: 27° 2′ S, 31° 37′ O
Anysspruit ist ein Ort in Eswatini. Er liegt im Süden des Landes in der Region Shiselweni. Der Ort liegt etwa 420 Meter über dem Meeresspiegel im Middelveld am Fuße des Berges Bulowane.

## Geographie
Anysspruit liegt in einem Tal zwischen dem Berg Bulowane, einem Ausläufer der Hügel des Middleveld und den Ausläufern des Berges Ngude im Westen, sowie dem Kalweni Hill im Süden. Die Fernstraße MR10, die von Süden kommend in das benachbarte Malampa in der Region Lubombo weiterläuft, zieht südlich am Ort vorbei, wo auch die MR21 ihren Ursprung hat.